# Cyrestis indica
Cyrestis indica är en fjärilsart som beskrevs av Evans 1924. Cyrestis indica ingår i släktet Cyrestis och familjen praktfjärilar. Inga underarter finns listade i Catalogue of Life.